# Nepomukbrücke (Pleinfeld)
Die Nepomukbrücke (auch Rezatbrücke) ist eine Stein- und Bogenbrücke, die die Schwäbische Rezat in Pleinfeld, einem Markt im mittelfränkischen Landkreis Weißenburg-Gunzenhausen, überquert. Das Gebäude ist unter der Denkmalnummer D-5-77-161-45 als Baudenkmal in die Bayerische Denkmalliste eingetragen. Sie ist die einzige mit Autos befahrbare Flussquerung innerhalb Pleinfelds.
Die Nepomukbrücke wurde über einer Furt im Osten des Pleinfelder Ortskerns auf einer Höhe von 372 m ü. NHN errichtet. Die über die Brücke verlaufende Brückenstraße ist eine nach Osten führende Verlängerung des Pleinfelder Marktplatzes. Das Bauwerk hat eine Länge von 33 Metern. An der Ostseite steht die ehemalige Brückenzollstation (Brückenstraße 7).

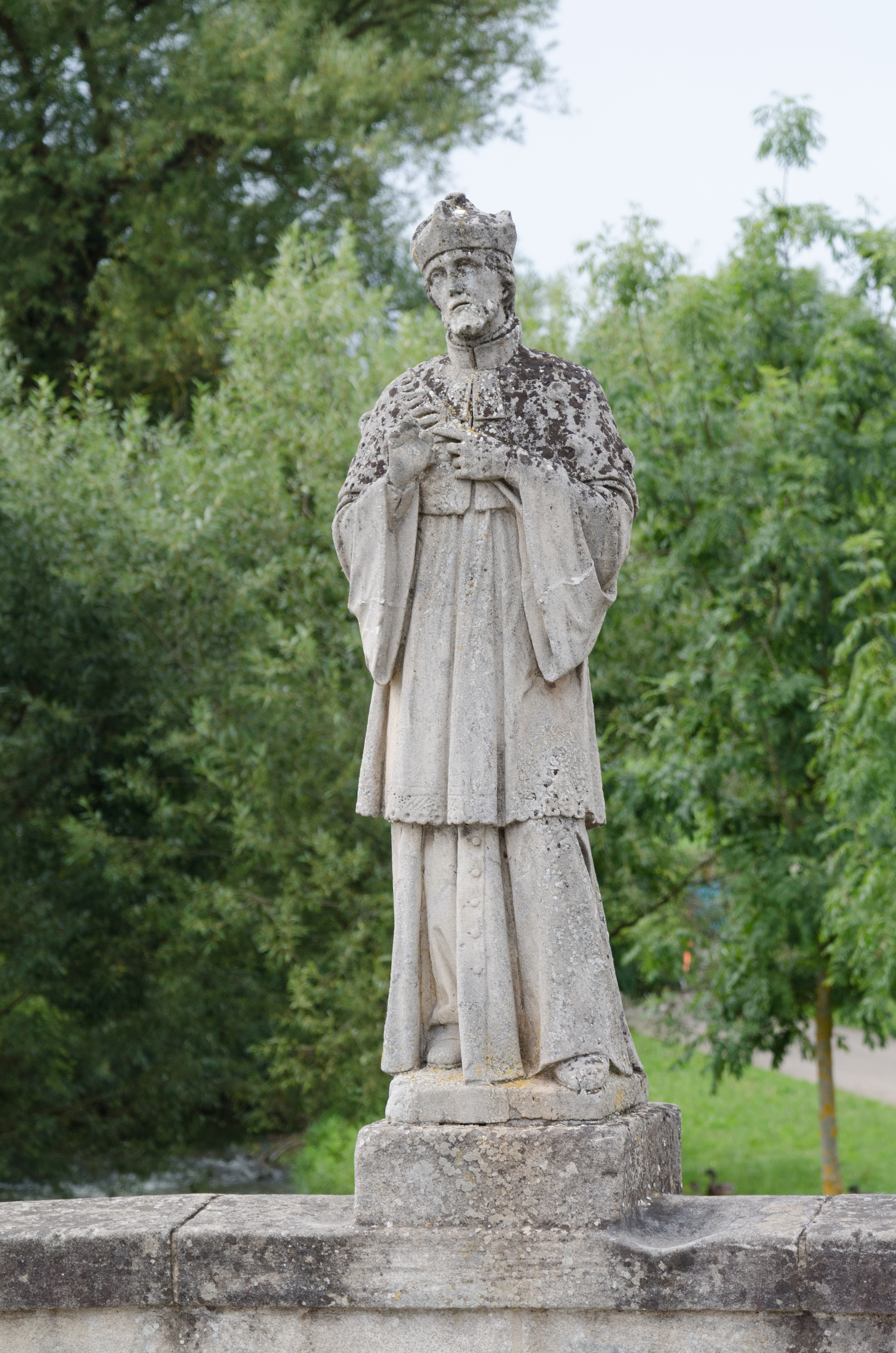
Skulptur des heiligen Nepomuk

Die aus Sandsteinquadern bestehende, fünfbogige Brücke stammt aus dem Jahr 1695 und wurde zur Zeit einer wirtschaftlichen Blüte des Ortes nach dem Dreißigjährigen Krieg errichtet. Sie wurde unter Fürstbischof Johann Euchar Schenk von Castell durch den Baumeister Giovanni Battista Camessina errichtet. Nach einer versuchten Sprengung der Brücke am 22. April 1945 war sie stark zerstört und wurde 1949 erneuert. Die Brückenfigur des heiligen Johannes Nepomuk, des Namensgebers der Brücke, in der Mitte der Brücke auf der Südseite, stammt aus dem 18. Jahrhundert. Auf der gegenüberliegenden Seite befindet sich ein metallenes Kreuz. Die Brücke wurde 1989 sowie von März bis Ende Mai 2017 saniert. Bis 1995 befand sich vor der Brücke eine Mulde, um bei Hochwasser das Wasser der Schwäbischen Rezat umleiten zu können.
Nahe der Brücke mündet der Arbach in die Schwäbische Rezat.